# Klopman gyémánt
A Klopman gyémánt egy legendás, népszerű gyémánt, amin feltételezhetően átok ül. A valóságban azonban sosem létezett.

## Eredet
A Klopman gyémánt eredetileg egy vicc tárgya volt, ami így szólt:
Egy üzletember helyet foglal a repülőgépen, és észreveszi, hogy a mellette ülő elegáns hölgy egy gyönyörű gyémántgyűrűt visel. A férfi megjegyezi, milyen szép az ékszer.
- Ez a Klopman-gyémánt. – feleli a nő – Nagyon szép, de együtt jár egy átokkal.
- Miféle átokkal? – kérdezi a férfi.
- Mr. Klopmannel.
A vicc már évtizedek óta él, és a mai napig nem esett ki a kultúrából.

## A médiában

### Pókember (1981)
Az 1981-es Pókember-rajzfilmsorozat Triangle of Evil című részében feltűnik a Klopman gyémánt mint Mr. Klopman, a Klopman Ékszerbolt birtokosának tulajdona.

### Garfield és barátai
A Jim Davis képregényhőséről, Garfieldról szóló rajzfilmsorozatban többször is feltűnik, mint futó geg, ugyanakkor a "Klopman átka" című epizódban nagyobb szerepet is játszik. Itt ugyanis Garfield megörökli Jon harmadunokatestvérétől, és az ezt követő percek szintén a Klopman gyémánt balszerencsehozó "erejéről" szólnak. Később a gyémántot és a balszerencséjét egy másik ember szerzi meg.

### Garfield és a Zűr Kommandó
Az animációs filmben a Móka fegyvert, azaz a molekulakeverőt a Klopman kristály működteti.

### A Garfield-show
A Garfield-show című sorozat Házikedvenc verseny című epizódban amikor Ubul egy papucs párját kereste, a papucs párja helyett a Klopman gyémántot is odahozta.

## Fordítás
Ez a szócikk részben vagy egészben  a   Klopman diamond  című angol Wikipédia-szócikk ezen változatának fordításán alapul.  Az eredeti cikk szerkesztőit annak laptörténete sorolja fel. Ez a jelzés csupán a megfogalmazás eredetét és a szerzői jogokat jelzi, nem szolgál a cikkben szereplő információk forrásmegjelöléseként.